# Коронна земля
Коро́нна земля́, або коронний край — територія, що належить монарху («короні»), та передається у спадок без права відчуження.

## Австрійські монархії

Австро-Угорщина. 1878—1918 роки: 1. Богемія, 2. Буковина, 3. Каринтія, 4. Крайна, 5. Далмація, 6. Галичина і Володомирія, 7. Австрійське Примор'є, 8. Нижня Австрія, 9. Моравія, 10. Зальцбург, 11. Австрійська Сілезія, 12. Штирія, 13. Тіроль, 14. Верхня Австрія, 15. Форарльберґ, 16. Угорщина, 17. Хорватія і Славонія, 18. Боснія і Герцеговина

В Австрійській імперії в 1849-1867 роках та австрійській частини Австро-Угорщини в 1867-1918 роках коро́нна земля́ (нім. Kronland) або коро́нний край — адміністративно-територіальна одиниця під головуванням цісаря, від імені якого діяв правитель землі (нім. Landeshauptmann) або намісник (нім. Statthalter). Тут коронні землі були альтернативними адміністративними одиницями до герцогств, так само як у Королівстві Польському та його наступнику, Речі Посполитій.
З українських земель до складу Австро-Угорської імперії входили:
- Королівство Галичини та Володимирії
- Герцогство Буковина

## Британська імперія
Сьогодні в країнах, де британських монарх є головою держави, термін використовується для позначення землі, що перебуває у державній власності. У самій Великій Британії коронні землі слугували для монархів джерелом персонального доходу аж до початку правління короля Георга III, коли їх було передано у розпорядження парламенту в обмін на фіксоване фінансування з цивільного листу. Монархи продовжують отримувати безпосередні доходи з герцогства Ланкастер, що належить їм ще з 1413 року.